# 鸡尾酒疗法
鸡尾酒疗法，专指一种治疗愛滋病的方法。它由华裔美籍科学家何大一发明，是目前公认的疗效最佳的艾滋病治疗方法。這項研發使何大一以「愛滋病研究者」（AIDS Researcher）的身份榮獲1996年的時代雜誌風雲人物。鸡尾酒疗法能够较大限度地抑制病毒的复制，但并不是每個病患在妥善治療後都能長期把血液病毒量控制到極低。

## 历史
1995年由美籍台灣科学家何大一提出，将两大类当时已有的抗艾滋病药物（逆转录酶抑制剂和蛋白酶抑制剂）中的2—4种组合在一起使用，称为“高效抗逆转录病毒治疗方法”。因其配置过程和鸡尾酒类似，故又称“鸡尾酒疗法”。

## 疗效、副作用及侷限性
由于使用多种药物，避免病毒对单一药物迅速产生抗药性而影响疗效，鸡尾酒疗法能够较大限度地抑制病毒的复制，并能修复部分被破坏的人体免疫功能，进而能够减少患者的痛苦，提高其生存機率。自1995年该疗法应用于临床之后，已使大量艾滋病患者受益。有统计数据表明，鸡尾酒疗法使艾滋病患者的死亡率降低到20%。
但是，鸡尾酒疗法有較高機率產生令人嚴重不適的副作用，其局限性也明顯；對於這些問題的輕描淡寫造成一些高危險群對愛滋病的輕忽——也就是防疫漏洞。
- 它不能彻底清除体内的病毒（最有名的潛伏地點是免疫系統的T細胞；而因為血腦屏障及血睪屏障，藥物難以進入脑部及生殖器官，藥物較難避免病毒對腦袋的傷害會讓人很有感：另外腸胃組織也會殘留病毒），此外、患者面臨慢性發炎造成加速老化（提早罹患心血管疾病及糖尿病）的問題。
- 患者的血液病毒量有機會控制到極低，但精液的病毒量无法控制，血液驗不出病毒的患者仍需使用保險套才能把傳染率降到極低（雖說血液病毒量成功控制到長期維持極低後、無套性交的傳染機率也會大幅下降，但仍不夠低，而且不是每個病患在妥善治療後都能長期把血液病毒量控制到極低；因此只有在感染方長期監控及性伴侶也要正確的預防性的服藥後、才可以取代保險套），也造成生育最好使用成本高昂失敗率高的人工生殖才能讓母子垂直感染率降到最低。
- 该疗法存在令許多人嚴重不適副作用，易引起恶心、贫血、肾结石、慢性腎衰竭、肝功能損壞、骨質疏鬆、神經（包含脑部）損傷等；這代表病患服藥順從性低、預防性投藥無法廣泛實施、接觸後投藥的身心負擔很高。
- 已經成功控制的病患因為其他疾病而接受治療時，醫師仍須因為愛滋病而改變治療策略，就算是非侵入性治療也必需因為愛滋病而改變策略，類似於醫師必需考慮糖尿病患者容易感染的問題。另外，對於愛滋病患的侵入性治療及急救，需要特別高的防疫等級、接觸後投藥的副作用也很可能讓投藥期間無法工作，這代表如果將所有病患視為愛滋病患來防範、醫療急救成本會大幅提高，如果不強迫告知醫護及急救人員該病患是否感染愛滋病，對醫病雙方權益傷害都極大。
- 由于需要多种昂貴药物，进行该疗法的费用很高，治療其副作用也需醫療費；不提供醫療補貼會對病患造成嚴重負擔，提供則很可能會對社會造成嚴重負擔（醫療補貼越好，越有可能有愛滋病高危險群會因此疏於防範，增加愛滋病患病率[來源請求]）。
- 需经常调整药物搭配、不能忘記服藥，否则也会产生抗药性。（愛滋病毒突變很快，就算是有良好的服藥順從性，也可能產生抗藥性，而服藥順從性較差時、則容易產生抗藥性）

## 組合方式
常用組合
- 以蛋白酶抑制劑為基底：快利佳 + 卡貝茲
- 以非核苷類似物為基底：依法韋侖 + 卡貝茲

## 外部連結
- 何大一与“鸡尾酒”疗法，新浪网新闻中心（页面存档备份，存于）
，